# Nagelhuis

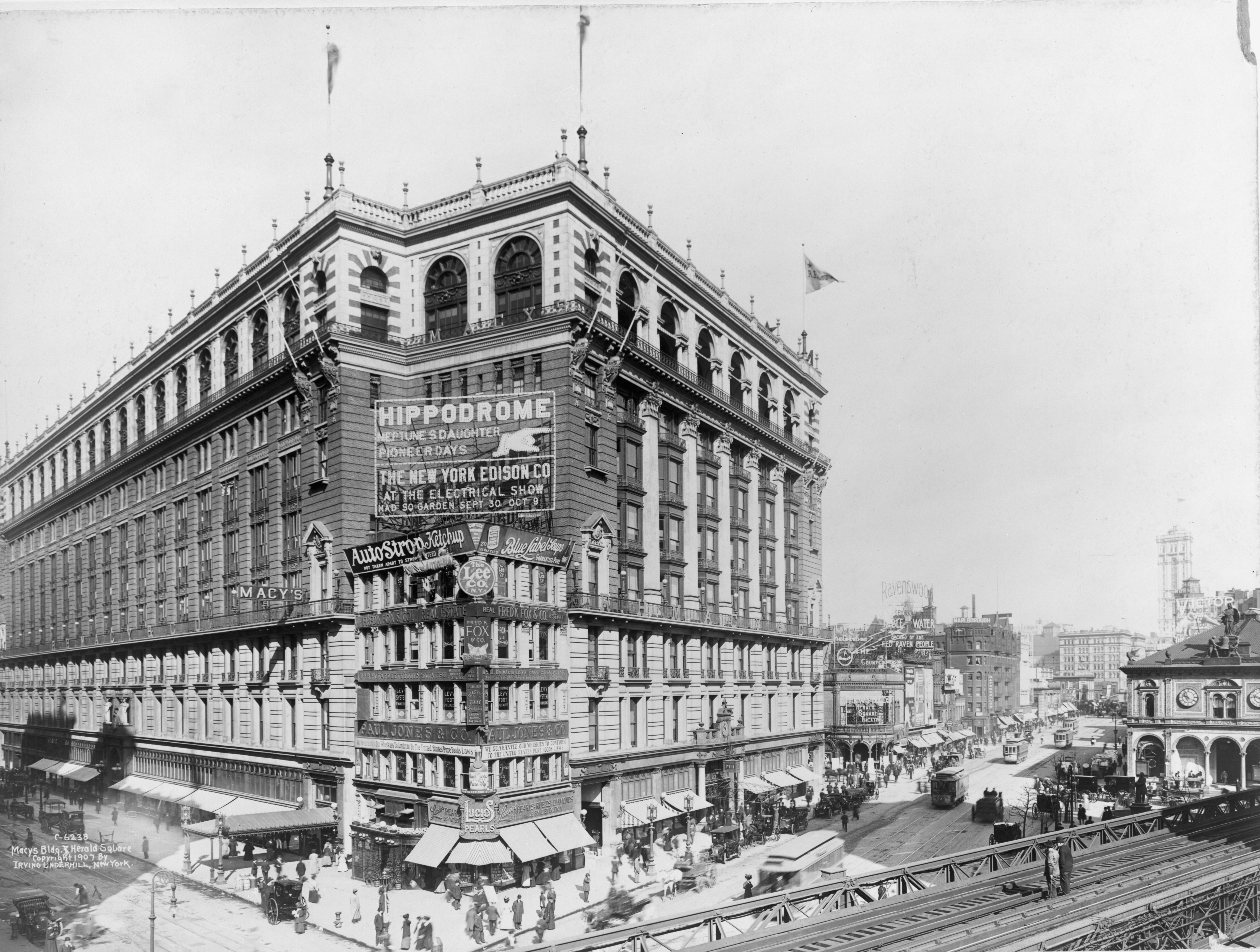
Million Dollar Corner, een nagelhuis op de hoek van Macy's Herald Square in New York

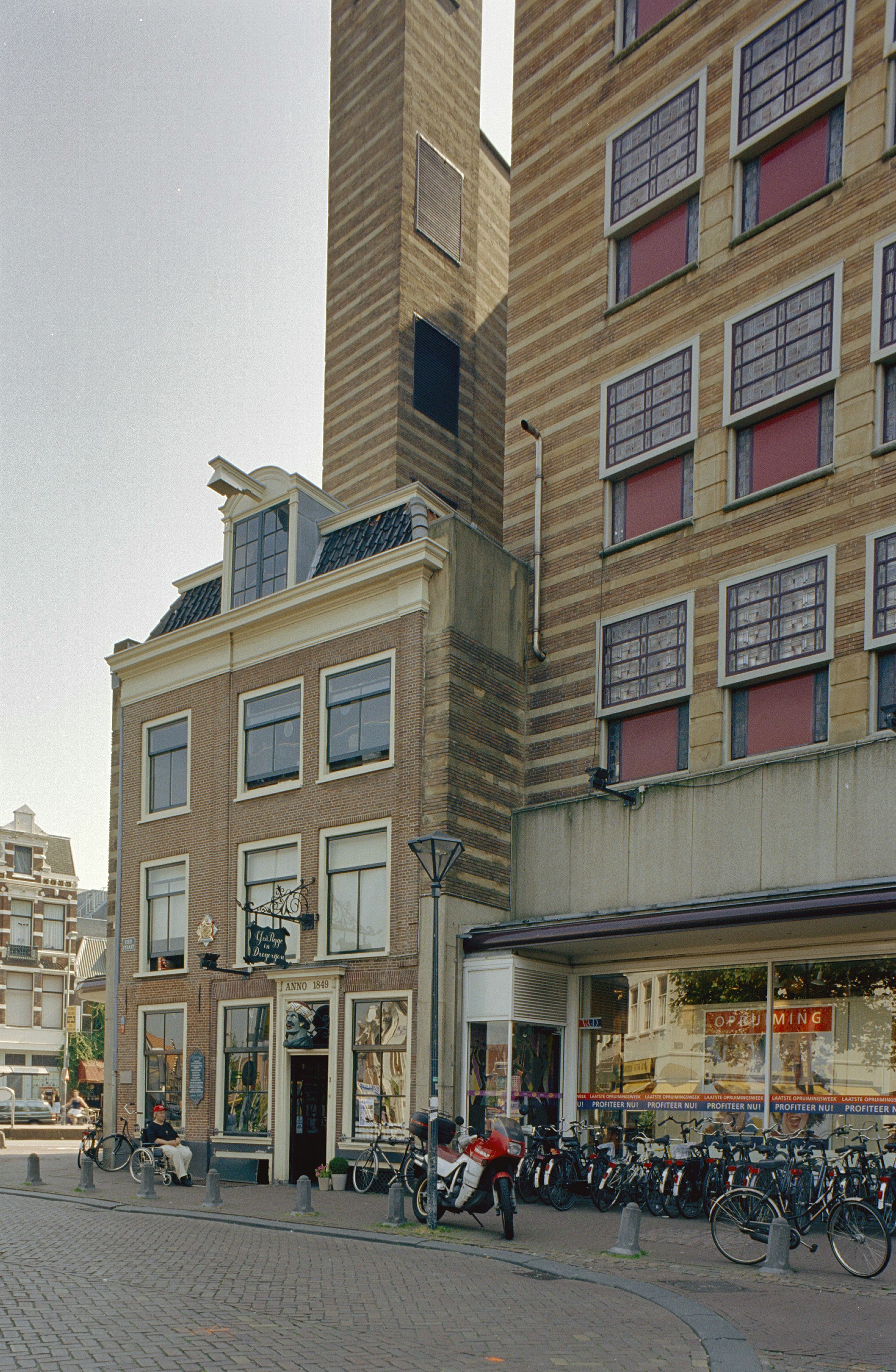
Van der Pigge in Haarlem

Nagelhuis is een calque van een Chinees neologisme "dīngzihù" (letterlijk, "nagelhuishouden of huisbewoner") dat verwijst naar ofwel een persoon die weigert zijn huis te verlaten, om plaats te maken voor een nieuwbouwproject, of het huis zelf dat is blijven staan. De Chinese term, bedacht door ontwikkelaars, komt van het feit dat deze huizen uitsteken als een spijker die er niet uit kan worden gehaald of erin kan worden gehamerd.

## Voorbeelden
Ook in Nederland zijn er meerdere voorbeelden van nagelhuizen, zoals bij het Victoria Hotel in Amsterdam, Van der Pigge in Haarlem en Het eenzame huis in Rotterdam.
In het Londense East End had warenhuis Wickhams een groot gebouw en een weigerende juwelier,